# Il padrino cinese e gli ultimi giorni di Bruce Lee
Il padrino cinese e gli ultimi giorni di Bruce Lee è un film del 1974 diretto da Lai Chien.

## Trama
Chen viene incaricato da un ladro in fin di vita di consegnare dei gioielli a sua moglie, rubati a Mr Kwan, un uomo che ha derubato tanta povera gente. Per portare a termine l'incarico dovrà affrontare la terribile reazione di quest'ultimo.

## Distribuzione
Il film è stato distribuito negli Stati Uniti nell'agosto del 1974, nella Germania Ovest nel 1976 e in Italia nel 1977. Nel 2007 è stato presentato al Quentin Tarantino Presents: The Los Angeles Grindhouse Festival negli Stati Uniti e al Fighting Spirit Film Festival nel Regno Unito.